# Giuliano Giongo
Giuliano Giongo (Merano, 1942) è un esploratore e alpinista italiano.
Nel 1977 ha scalato il Cerro Fitz Roy, e nel 1980 la torre Egger. Nel 1982 ha vinto, in coppia con Cesare Giraudo, la competizione per fuoristrada "Camel Trophy" in Papua Nuova Guinea. Nel 1985 ha attraversato in solitaria, in 42 giorni, il Campo di ghiaccio Patagonico Sud.